# Biseridens qilianicus
Biseridens qilianicus è un tetrapode estinto, appartenente ai terapsidi. Visse nel Permiano medio (circa 270 milioni di anni fa) e i suoi resti fossili sono stati ritrovati in Cina. È considerato uno dei terapsidi più antichi.

## Descrizione
Questo animale era di medie dimensioni, e doveva essere lungo circa 1,5 metri. Il cranio, lungo circa 20 centimetri, è la parte meglio conosciuta di Biseridens: esso era piuttosto alto, terminante in un muso corto e con elevati archi zigomatici. La dentatura era costituita da tre precanini nella mandibola, un canino ben distinto e denti con cuspidi disposti in due file sia nella mascella che nella mandibola (da qui il nome Biseridens); erano inoltre presenti denticoli palatali sul vomere, sull'osso palatino e sullo pterigoide. 

## Classificazione
Questo animale è stato descritto per la prima volta nel 1997 sulla base di un cranio frammentario scoperto nella regione del Gansu (Cina). Inizialmente Biseridens venne considerato un appartenente agli eotitanosuchi, ovvero il gruppo più basale di terapsidi, o "rettili - mammiferi". Successivamente, nuove scoperte comprendenti un cranio più completo hanno messo in luce le sue strette parentele con gli anomodonti, un gruppo di terapsidi specializzato, che comprende anche i ben noti dicinodonti erbivori. Biseridens potrebbe essere il più basale e il più antico degli anomodonti.

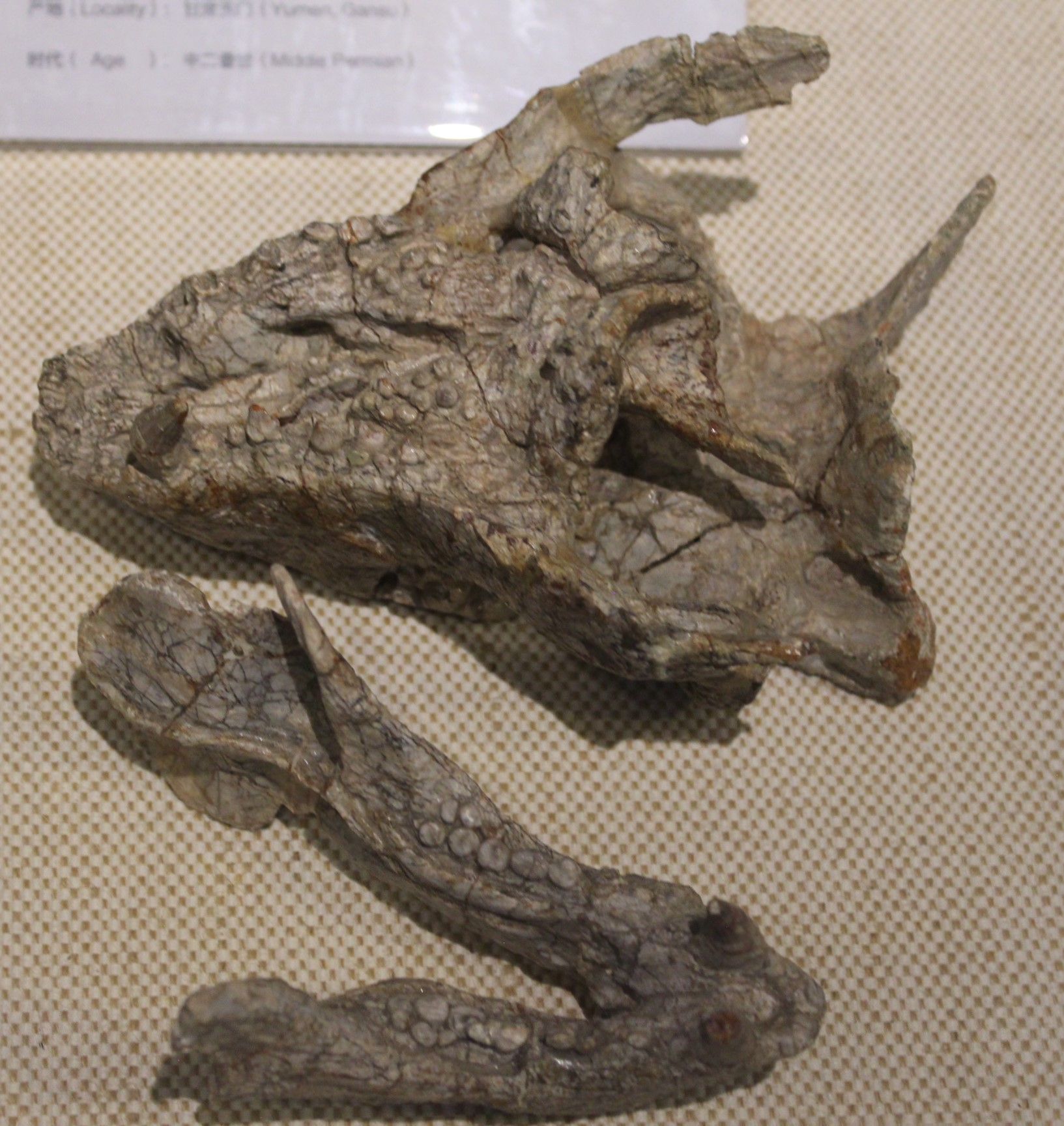
Cranio dell'olotipo di Biseridens qilianicus

## Significato dei fossili
La presenza dei fossili di Biseridens nella stessa formazione rocciosa che ha restituito i fossili di altri terapsidi primitivi, come il dinocefalo Sinophoneus e il terapside più primitivo conosciuto (Raranimus), oltre che di rettili bolosauridi e di anfibi dissorofidi, ha portato gli studiosi a ipotizzare che l'origine degli anomodonti, e forse anche di tutti i terapsidi, sia avvenuta in Cina. 
Le ricerche indicano che in seguito si svilupparono due diverse linee evolutive di anomodonti: i venjukovioidei in Laurasia e i Chainosauria in Gondwana; quest'ultimo clade include forme come Patranomodon, Galeops, Eodicynodon e i veri dicinodonti. 